# 羅斯波特維多利亞足球俱樂部
羅斯波特維多利亞足球俱樂部（Football Club Victoria Rosport）是盧森堡的一家足球俱樂部，主場位於羅斯波特。

## 外部連結
- FC Victoria Rosport official website